# Ann-Cathrin Giegerich
Ann-Cathrin Giegerich (født 4. januar 1992 i Erlenbach, Tyskland) er en kvindelig tysk håndboldspiller som spiller for Thüringer HC og Tysklands kvindehåndboldlandshold.